# Josué Heilmann
Pour les articles homonymes, voir Heilmann.
Josué Heilmann, né le 19 février 1796 à Mulhouse et mort le 5 novembre 1848 dans sa ville natale, est un ingénieur mécanicien, inventeur et industriel français, connu pour avoir inventé la peigneuse de coton mécanique, dite peigneuse Heilmann.

## Biographie
Né à Mulhouse deux ans avant la réunion de cette ville à la France, Josué Heilmann est le premier fils de Suzanne Heilmann, née Koechlin (1775-1840, fille du potier d'étain Hartmann Koechlin), et de Jean Heilmann (1771-1834), fabricant d'indiennes.
Entre 1809 et 1811, Josué Heilmann étudia à l'institut Pestalozzi d'Yverdon. Comme ses parents le destinaient initialement au commerce, il effectua son apprentissage dans cette voie, notamment auprès d'un oncle banquier à Paris, puis commença comme caissier et teneur de livres dans la fabrique de son père en 1815. L'année suivante (1816), ses parents ayant décidé d'établir une filature de coton à Vieux-Thann, Josué fut envoyé à Paris pour y étudier les techniques propres à cette industrie auprès du Conservatoire national des arts et métiers et de la maison Tissot et Rey. De retour en Alsace, il se chargea à lui-seul de toute la partie technique de la filature de Vieux-Thann, qui devint opérationnelle avant 1819.
Le 4 décembre 1820, Josué Heilmann épousa Eugénie Koechlin (1802-1839), fille aînée de Jean-Jacques Koechlin, député-maire de Mulhouse. Le couple aura six enfants, dont Jean-Jacques Heilmann (1822-1859).
Josué Heilmann fut l'un des membres-fondateurs de la Société industrielle de Mulhouse en 1826 et participa dès cette même année aux travaux du comité de mécanique de cette société, dont il deviendra par la suite le secrétaire (1829-1832) puis le vice-président (1832-1841).
À partir de 1827, Heilmann inventa plusieurs machines à destination de l'industrie textile, telles qu'un métier à broder (1827), un métier à tisser vertical (1830), une machine à auner et plier les tissus (1833), un banc à broches de compression à ailettes flexibles (1834), un métier à tisser le florence (taffetas léger) et le satin (1836), un métier à tisser le velours et la soie (1841). Sa plus grande invention reste celle de la machine à peigner le coton, brevetée le 17 novembre 1843, mise en œuvre la même année dans les établissements Schlumberger de Guebwiller, et qui révolutionna l'industrie textile en mécanisant une tâche jusqu'alors manuelle.
Récompensé d'une médaille d'or à l'Exposition des produits de l'industrie française de 1834 pour son métier à broder, Josué Heilmann fut plus heureux comme inventeur qu'en tant qu'industriel, car la plupart des opérations dans lesquelles il s'engagea (notamment une association avec les établissements Thomas d'Avignon pour le tissage mécanique de la soie) se soldèrent par des insuccès financiers. De même, la peigneuse Heilmann ne rencontrera le succès qu'à partir du début des années 1850, soit plusieurs années après la mort de son inventeur.
Engagé dans la vie publique, notamment en tant que membre de la garde nationale, Josué Heilmann milita contre le travail des enfants. Il était chevalier de la Légion d'honneur depuis le 13 juillet 1834.
Mort le 5 novembre 1848 à Mulhouse, Josué Heilmann est inhumé au cimetière protestant de sa ville natale. Par décret impérial du 18 décembre 1854, son nom a été donné à une rue d'un faubourg de Mulhouse.